# Чередник, Алексей Валентинович
Алексей Валентинович Чередник (укр. Олексій Валентинович Чередник; род. 15 сентября 1960, Сталинабад) — советский и украинский футболист, защитник, полузащитник. Мастер спорта (1984), заслуженный мастер спорта СССР (1989).

## Клубная карьера
Воспитанник футбольной школы клуба «Памир» (Душанбе). В школе начинал вратарем, позже перевели на левый край защиты. С 1977 года — в дублирующем составе «Памира», с 1979 года — в основе «Памира». Выступал за команды «Памир» Душанбе, «Днепр» Днепропетровск, английский «Саутгемптон», «Черноморец» Одесса, «Металлург» Запорожье, «Кривбасс» Кривой Рог.
Зарекомендовал себя как жёсткий неуступчивый защитник. Очень вынослив, был твердым игроком основы.

## Карьера в сборной
В 1987—1988 годах сыграл 8 матчей за олимпийскую сборную СССР, в том числе участвовал в финальном турнире ОИ-88, где со сборной СССР стал победителем (сыграл 4 матча, в финале не играл из-за дисквалификации).
В национальной сборной СССР в 1989 году сыграл в 2 товарищеских матчах.

## Тренерская карьера
Непродолжительное время возглавлял криворожский «Кривбасс» (1996) и запорожское «Торпедо» (1997). Тренер-селекционер «Днепра» (2000—2001). После смены тренерского штаба в «Днепре» с декабря 2001 года работал тренером-селекционером донецкого «Шахтёра».

## Достижения

### Командные
«Днепр»
- Чемпион СССР (2): 1983, 1988
- Серебряный призёр чемпионата СССР (2): 1987, 1989
- Бронзовый призёр чемпионата СССР (2): 1984, 1985
- Обладатель Кубка СССР: 1988/89
- Обладатель Кубка Федерации футбола СССР: 1986, 1989
- Обладатель Кубка сезона: 1989

Сборная СССР
- Олимпийский чемпион 1988 года

### Личные
- В списке 33-х лучших футболистов СССР (2): № 2 (1987, 1988)
- Мастер спорта СССР (1984)
- Заслуженный мастер спорта СССР (1989)
- Орден «За заслуги» III степени (2004)[2]